# Bernardo Vargas
Bernardo Vargas (Mendoza, 31 marzo 1939) è un ex calciatore argentino, di ruolo centrocampista.

## Carriera
Inizia la carriera nel Talleres (C) poi nel 1960 viene ingaggiato dal Racing Club, ottenendo nella stagione 1960 il quarto posto finale, seguito dalla vittoria finale nella Primera División 1961.
La stagione seguente passa all'Argentinos Juniors ottenendo il decimo posto finale, identico piazzamento ottenuto nel 1963
Nel 1964 è in Messico per giocare con l'América, società con cui vince una Copa México,
Nel 1967 si trasferisce in Canada per giocare nei Toronto Falcons, con cui ottiene il quarto posto nella Western Division della NPSL 1967. L'anno dopo, sempre con i Falcons, partecipa alla prima edizione della NASL, ottenendo il terzo posto della Lakes Division.

## Palmarès
- Campionato argentino di calcio: 1

Racing Avellaneda: 1961
- Copa México: 1

América: Copa México 1964-1965